# Tristan Démétrius
Tristan Démétrius (nacido en Puerto Príncipe el 8 de febrero de 2005) es un futbolista profesional  haitiano que actualmente juega como delantero del equipo costarricense Liga Deportiva Alajuelense.
Nacido en la capital haitiana de Puerto Príncipe, el padre de Démétrius (Edison Démétrius) murió cuando él tenía 5 meses. Su madre, Djalanta Brun, trabajó para el gobierno haitiano en varias embajadas, debido a esto Démétrius abandonó Haití cuando era niño y vivió en Bélgica y República Dominicana. Como resultado, es multilingüe: habla inglés, francés, español y creol haitiano. En 2018 se mudó a Costa Rica, país donde vive su tío materno, Anghedon Huguens Brun, y su primo, Shmerley Brun. Su tío había jugado al fútbol en el Turrialba y Carmelita, además de ser internacional con la selección de Haití.

## Carrera
Inicialmente se instaló en Cartago, Demetrius probó con el Cartaginés, pero finalmente no lo contrataron. Su primo, Shmerley Brun, quien se encargó de guiar su carrera lo llevó a realizar una prueba con el Deportivo Saprissa y en la tarde del mismo día una prueba con la Liga Deportiva Alajuelense.  Pero se incorporó al Deportivo Saprissa en 2019, firmando un contrato profesional en febrero del año 2020, con quince años. Ocho meses después de fichar, amplió su contrato con el club. Hizo su debut profesional con el equipo el 16 de septiembre de 2021, jugando sesenta minutos en el empate 1-1 con Guanacasteca antes de ser reemplazado por David Ramírez.
Hacia el final de la temporada 2022-23, no había aparecido en absoluto durante la temporada, debido a las reglas de la liga costarricense en ese momento que establecían que los clubes costarricenses solo podían tener cuatro jugadores extranjeros registrados, y Saprissa ya tenía registrados al argentino Mariano Torres, al cubano Luis Paradela, al jamaicano Javon East y al panameño Fidel Escobar.
El 26 de julio de 2023, Gent confirmó que habían fichado a Demetrius, afirmando que ya había entrenado con el equipo juvenil, pero que no había podido incorporarse en febrero de 2023 debido a su edad.